# Cérémonies d'ouverture et de clôture du Festival de Cannes
 (mai 2015).
Si vous disposez d'ouvrages ou d'articles de référence ou si vous connaissez des sites web de qualité traitant du thème abordé ici, merci de compléter l'article en donnant les références utiles à sa vérifiabilité et en les liant à la section « Notes et références ».
Les cérémonies d'ouverture et de clôture du Festival de Cannes sont des cérémonies permettant d'ouvrir ledit Festival et présenter les films en compétition au public, et permettant ainsi au bout de 12 jours de dévoiler le palmarès et décerner les prix aux films y figurant. 
Elles sont diffusées depuis l'édition de 1993 à la télévision et en clair par Canal+, réalisées par Renaud Le Van Kim et depuis 2010 par Didier Froehly. Les droits passent à France Télévisions en 2022. Certains rituels figurent depuis toujours lors de ces grands-messes : un maître de cérémonie est toujours présent afin d'animer la soirée et accueillir différentes personnalités remettant les différents prix. Celui-ci est choisi par la direction du Festival autour de mars ou avril, toujours avant que soit dévoilée la sélection officielle. Il doit savoir maîtriser le français et être une personnalité du cinéma reconnue par ses pairs.
Un film ouvre chaque année le Festival et un autre le clos. Depuis 2019, le film de clôture est nommé « La dernière séance ». Il arrive quelquefois que le premier fasse partie de la compétition officielle ; le film de clôture l'a rarement été. Le film d'ouverture est généralement un film grand public, moins intellectuel que la plupart des films en compétition - on peut remarquer qu'aucun n'a déjà reçu la Palme d'or à ce jour. Des musiques de film sont toujours diffusées lors de la remise des prix ; de plus, pendant le générique des cérémonies, on en entend une récurrente : celle du générique de fin du film d'animation Le Petit Dinosaure et la Vallée des merveilles, composée par James Horner. Les cérémonies ont pu être les témoins d'évènements touchants, marquants ou parfois polémiques – le discours hué de Sophie Marceau ou au contraire, l'honneur fait à Chaplin lui faisant faire son tour de canne en hommage au personnage de Charlot à titre d'exemples.
Les sélections parallèles comme Un certain regard, la semaine de la critique et la quinzaine des réalisateurs ont aussi leurs propres films d'ouverture et de clôture.

## Liste des cérémonies du Festival de Cannes depuis 1972
| Année | Maître de cérémonie / Présentateur      | Film d'ouverture                          | Film de clôture                                   |
| ----- | --------------------------------------- | ----------------------------------------- | ------------------------------------------------- |
| 1972  | Aucun maître de cérémonie jusqu'en 1993 | L'aventure c'est l'aventure               | Frenzy                                            |
| 1973  | Aucun maître de cérémonie jusqu'en 1993 | Godspell (en compétition)                 | Lady Sings the Blues                              |
| 1974  | Aucun maître de cérémonie jusqu'en 1993 | Amarcord                                  | Les 'S' Pions                                     |
| 1975  | Aucun maître de cérémonie jusqu'en 1993 | Un divorce heureux (en compétition)       | Tommy                                             |
| 1976  | Aucun maître de cérémonie jusqu'en 1993 | Hollywood... Hollywood !                  | Complot de famille                                |
| 1977  | Aucun maître de cérémonie jusqu'en 1993 | La Chambre de l'évêque                    | La Castagne                                       |
| 1978  | Aucun maître de cérémonie jusqu'en 1993 | Un accident de chasse en compétition      | Fedora                                            |
| 1979  | Aucun maître de cérémonie jusqu'en 1993 | Hair                                      | À nous deux                                       |
| 1980  | Aucun maître de cérémonie jusqu'en 1993 | Fantastica en compétition                 | Je suis photogénique                              |
| 1981  | Aucun maître de cérémonie jusqu'en 1993 | Trois Frères (Tre fratelli)               | Show Bus                                          |
| 1982  | Aucun maître de cérémonie jusqu'en 1993 | Intolérance                               | E.T. l'extra-terrestre                            |
| 1983  | Aucun maître de cérémonie jusqu'en 1993 | La Valse des pantins en compétition       | Wargames                                          |
| 1984  | Aucun maître de cérémonie jusqu'en 1993 | Fort Saganne                              | Le Bounty en compétition                          |
| 1985  | Aucun maître de cérémonie jusqu'en 1993 | Witness                                   | La Forêt d'émeraude                               |
| 1986  | Aucun maître de cérémonie jusqu'en 1993 | Pirates                                   | L'Amour sorcier                                   |
| 1987  | Aucun maître de cérémonie jusqu'en 1993 | Un homme amoureux en compétition          | Un sketch en compétition                          |
| 1988  | Aucun maître de cérémonie jusqu'en 1993 | Le Grand Bleu                             | Willow                                            |
| 1989  | Aucun maître de cérémonie jusqu'en 1993 | New York Stories                          | Old Gringo                                        |
| 1990  | Aucun maître de cérémonie jusqu'en 1993 | Rêves                                     | Étrange Séduction                                 |
| 1991  | Aucun maître de cérémonie jusqu'en 1993 | Homicide en compétition                   | Thelma et Louise                                  |
| 1992  | Aucun maître de cérémonie jusqu'en 1993 | Basic Instinct en compétition             | Horizons lointains                                |
| 1993  | Jeanne Moreau                           | Ma saison préférée en compétition         | Toxic Affair                                      |
| 1994  | Jeanne Moreau                           | Le Grand Saut en compétition              | Serial Mother                                     |
| 1995  | Carole Bouquet                          | La Cité des enfants perdus en compétition | Mort ou vif                                       |
| 1996  | Sabine Azéma                            | Ridicule en compétition                   | Flirter avec les embrouilles                      |
| 1997  | Jeanne Moreau                           | Le Cinquième Élément                      | Les Pleins Pouvoirs                               |
| 1998  | Isabelle Huppert                        | Primary Colors                            | Godzilla                                          |
| 1999  | Kristin Scott Thomas                    | Le Barbier de Sibérie                     | Un mari idéal                                     |
| 2000  | Virginie Ledoyen                        | Vatel                                     | Stardom                                           |
| 2001  | Charlotte Rampling                      | Moulin Rouge en compétition               | Les Âmes fortes                                   |
| 2002  | Virginie Ledoyen                        | Hollywood Ending                          | And Now... Ladies and Gentlemen                   |
| 2003  | Monica Bellucci                         | Fanfan la Tulipe                          | Les Temps modernes                                |
| 2004  | Laura Morante                           | La Mauvaise Éducation                     | De-Lovely                                         |
| 2005  | Cécile de France                        | Lemming en compétition                    | Chromophobia                                      |
| 2006  | Vincent Cassel                          | Da Vinci Code                             | Transylvania                                      |
| 2007  | Diane Kruger                            | My Blueberry Nights (en compétition)      | L'Âge des ténèbres                                |
| 2008  | Édouard Baer                            | Blindness (en compétition)                | Panique à Hollywood                               |
| 2009  | Édouard Baer                            | Là-haut                                   | Coco Chanel et Igor Stravinsky                    |
| 2010  | Kristin Scott Thomas                    | Robin des Bois                            | L'Arbre                                           |
| 2011  | Mélanie Laurent                         | Minuit à Paris                            | Les Bien-Aimés                                    |
| 2012  | Bérénice Bejo                           | Moonrise Kingdom en compétition           | Thérèse Desqueyroux                               |
| 2013  | Audrey Tautou                           | Gatsby le Magnifique                      | Zulu                                              |
| 2014  | Lambert Wilson                          | Grace de Monaco                           | Pour une poignée de dollars                       |
| 2015  | Lambert Wilson                          | La Tête haute                             | La Glace et le Ciel                               |
| 2016  | Laurent Lafitte                         | Café Society                              | Moi, Daniel Blake (film ayant reçu la Palme d'or) |
| 2017  | Monica Bellucci                         | Les Fantômes d'Ismaël                     | The Square (film ayant reçu la Palme d'or)        |
| 2018  | Edouard Baer                            | Everybody Knows (en compétition)          | L'Homme qui tua Don Quichotte                     |
| 2019  | Edouard Baer                            | The Dead Don't Die (en compétition)       | Hors normes                                       |
| 2021  | Doria Tillier                           | Annette (en compétition)                  | OSS 117 : Alerte rouge en Afrique noire           |
| 2022  | Virginie Efira                          | Coupez !                                  | Sans filtre (film ayant reçu la Palme d'or)       |
| 2023  | Chiara Mastroianni                      | Jeanne du Barry                           | Élémentaire                                       |
| 2024  | Camille Cottin                          | Le Deuxième Acte                          | Anora (film ayant reçu la Palme d'or)             |
| 2025  | Laurent Lafitte                         | Partir un jour                            |                                                   |